# Place René-Bouhier
La place René-Bouhier est un espace public de la commune de Nantes, dans le département français de la Loire-Atlantique.

## Situation et accès
Située à la limite des quartiers Centre-ville et Dervallières - Zola, la place est le point d'intersection de la rue Lamoricière, de la rue Dobrée, de la rue de Constantine, de la rue Charles-Brunellière, de la rue Jules-Vallès, de la rue Mathurin-Brissonneau, de la rue de la Brasserie et du boulevard de Launay.
Le côté sud abrite le square des Combattants-d'Afrique-du-Nord.
Au centre de la place, sur un axe nord/sud, la Chézine passe dans un canal souterrain sous la rue Mathurin-Brissonneau, qui la conduit vers la Loire.

## Origine du nom
la place porte successivement les noms de « place de l'Entrepôt » à cause de la présence de l'entrepôt de café qui fut détruit par un incendie dans la nuit du 21 au 22 septembre 1839, puis « place Lamoricière » en 1874, en hommage au général Christophe Louis Léon Juchault de Lamoricière (1806-1865).
Elle prend son nom actuel par délibération du conseil municipal du 14 novembre 1922. Celui-ci rend hommage à René Bouhier, le cinquième directeur qui succéda à Arsène Leloup, à la tête de l'école primaire supérieure de Nantes devenue par la suite l'actuel lycée Leloup-Bouhier situé non loin de là,.

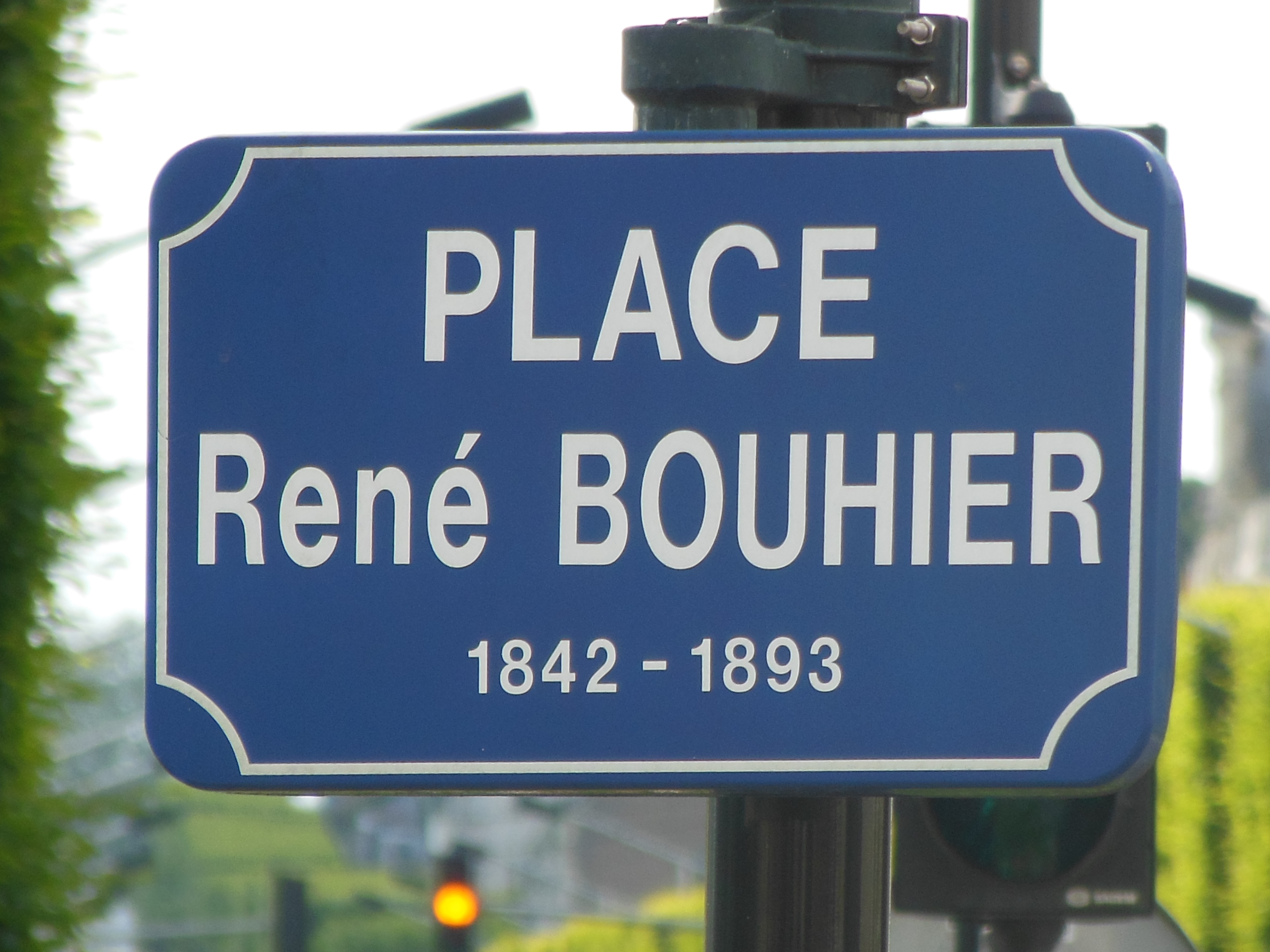
Panneau

## Historique
L'urbanisation du secteur se produit dans la seconde partie du XIXe siècle. La propriété de Launay a d'abord fait l'objet d'un lotissement autour de la future place du Général-Mellinet. Autour, des industries s'installent : forges, savonneries, conserveries, raffineries de sucre, entre autres. Le quartier se peuple, des commerces s'installent.
En 1883, des travaux de remblaiement prennent fin.
La ville souhaite donner satisfaction à la population du quartier, qui manque d'équipement. En 1893, l'architecte A. Marchand présente le plan d'un marché couvert, qui s'inspire de celui installé place de la Petite-Hollande. Les fondations sont achevées en 1895.
En 1907 et 1909, devant le manque de fréquentation du site, des projets de transformation sont mis en avant : ce sont des bains-lavoirs qui sont envisagés, puis une simple modification pour transformer le bâtiment en marché ouvert, et non plus couvert. Pourtant, en 1928, on se contente de refaire le toit et de réaménager l'intérieur.
Un cinéma ouvre le 7 décembre 1921 à l’angle de la place Lamoricière et des rues Dobrée et de Constantine. Il prend tour à tour le nom de « Grand cinéma Lamoricière » puis de « Majestic ». Son ouverture correspond à une vague d'installation de salles de quartier après la Première Guerre mondiale.
Pendant l'Occupation, une casemate multicréneaux est édifiée par les Allemands au milieu de la place pour fortifier ce nœud de communications et le défendre en cas de troubles. Ce bunker a pour ligne de mire les voies débouchant sur la place : le boulevard de Launay, la rue de Lamoricière, la rue Constantine, la rue Charles Brunelière et la rue de la Brasserie. Cet ouvrage subit des dégâts lors des bombardements de Nantes du 16 septembre 1943.
En 1945, le marché a disparu, et aux inquiétudes nées de ce fait, la municipalité répond que le marché n'était plus assez fréquenté et délabré. Aucune reconstruction n'est envisagée.
En 1946, les travaux d'aménagement du tunnel ferroviaire de Chantenay sont entamés. Cette partie est une galerie couverte, alors que jusqu'à la place du Sanitat, il s'agit d'un souterrain. L'ouvrage est achevé en 1950.
L'aménagement d'un jardin, envisagé en 1949, est alors entrepris.
En raison de la diffusion de la télévision dans les foyers, la fin des années soixante est fatale à de nombreux cinémas de quartier. Le Majestic cesse ainsi son activité à la fin de l’année 1970, avant d'être rasé par les bulldozers en 1978 pour faire place à un immeuble.

## Bâtiments remarquables et lieux de mémoire
Au no 2 de la place se trouvait un cinéma de quartier. La première guerre mondiale terminée, des salles de quartier ouvrent leur porte en nombre. Messieurs Brosseau et Fagot décident d'édifier en 1921 un cinématographe. M. Fagot apporte le témoignage suivant : « Avec Brosseau, on l'a appelé Grand cinéma Lamoricière. L'entrée était place Lamoricière, la cabine de projection rue Dobrée et l'écran rue Constantine. En 1929, j'ai agrandi la salle avec mon nouvel associé Pringault. Elle fut surélevée avec une galerie en plus. On comptera 950 places. Après les travaux on changera le nom. Le cinéma s'appellera désormais Le Majestic. À la fin des années 1930, la cabine cinématographique dispose d'un haut-parleur. Le bruit provoque l'ire des habitants mitoyens qui décideront de faire une pétition. Le directeur du Majestic parlera de "tracasserie administrative" et refusera de baisser le son malgré plusieurs avertissements ! ». Le Majestic cesse son activité à la fin des années 1970, prolongeant le déclin des salles de quartier commencé dans les années 1960. Une pancarte À VENDRE reste sur la façade du cinéma pendant des années jusqu'en 1978, date à laquelle il est rasé pour être remplacé par un immeuble.
Au no 5 de la place se trouve un immeuble d'angle de six étages construit en 1957, d'après les plans des architectes Jean Boquien (qui a participé à la conception du « Sillon de Bretagne », de la faculté de droit et de la « maison de l'administration nouvelle à Nantes ») et Georges Ganuchaud (qui a participé à la conception du « Sillon de Bretagne » et de l'église Saint-Louis-de-Montfort à Saint-Herblain, et de la « maison de l'administration nouvelle » à Nantes)

## Galerie
Photos anciennes

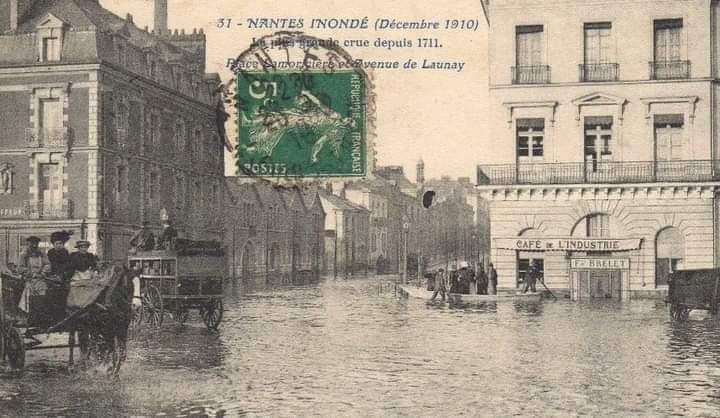
Inondation de décembre 1910 de la place Lamoricière.
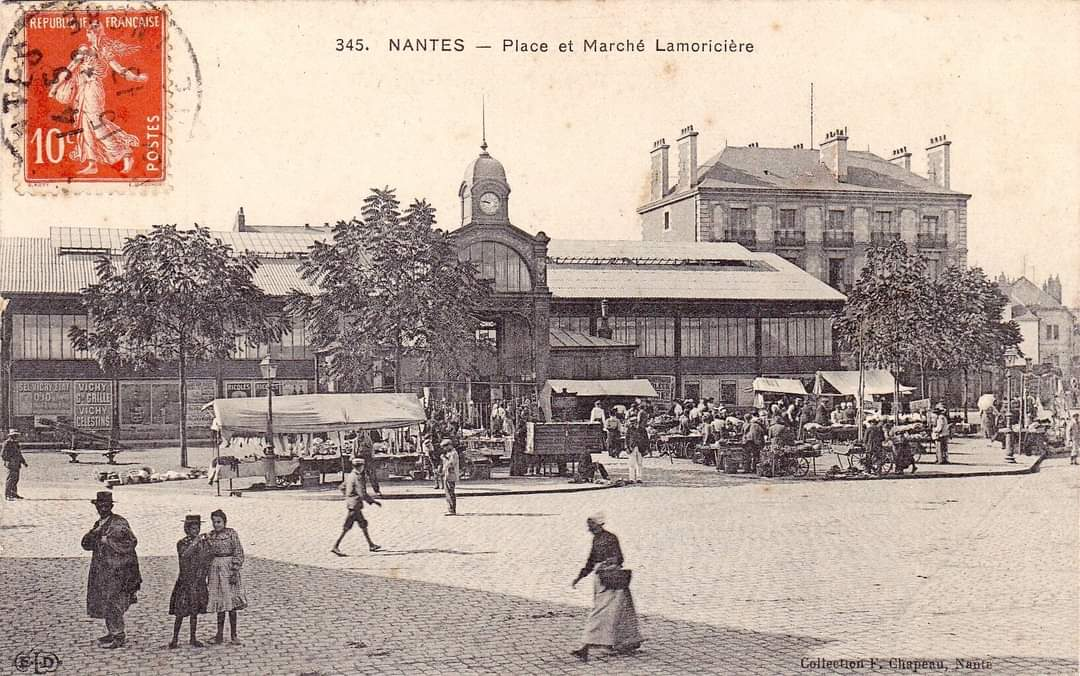
Marché Lamoricière sur la place du même nom, vers 1915.
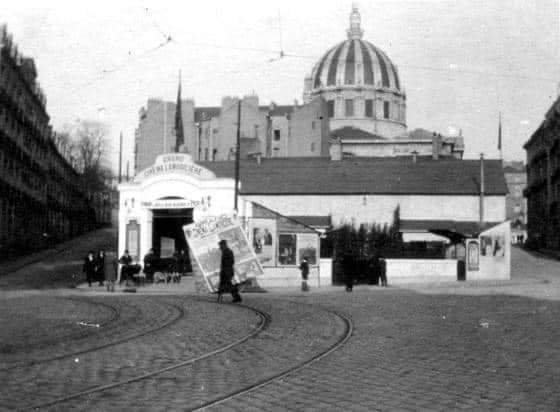
Grand Cinéma Lamoricière au début des années 1920 et rails de l'ancien tramway de Nantes.

Photos actuelles

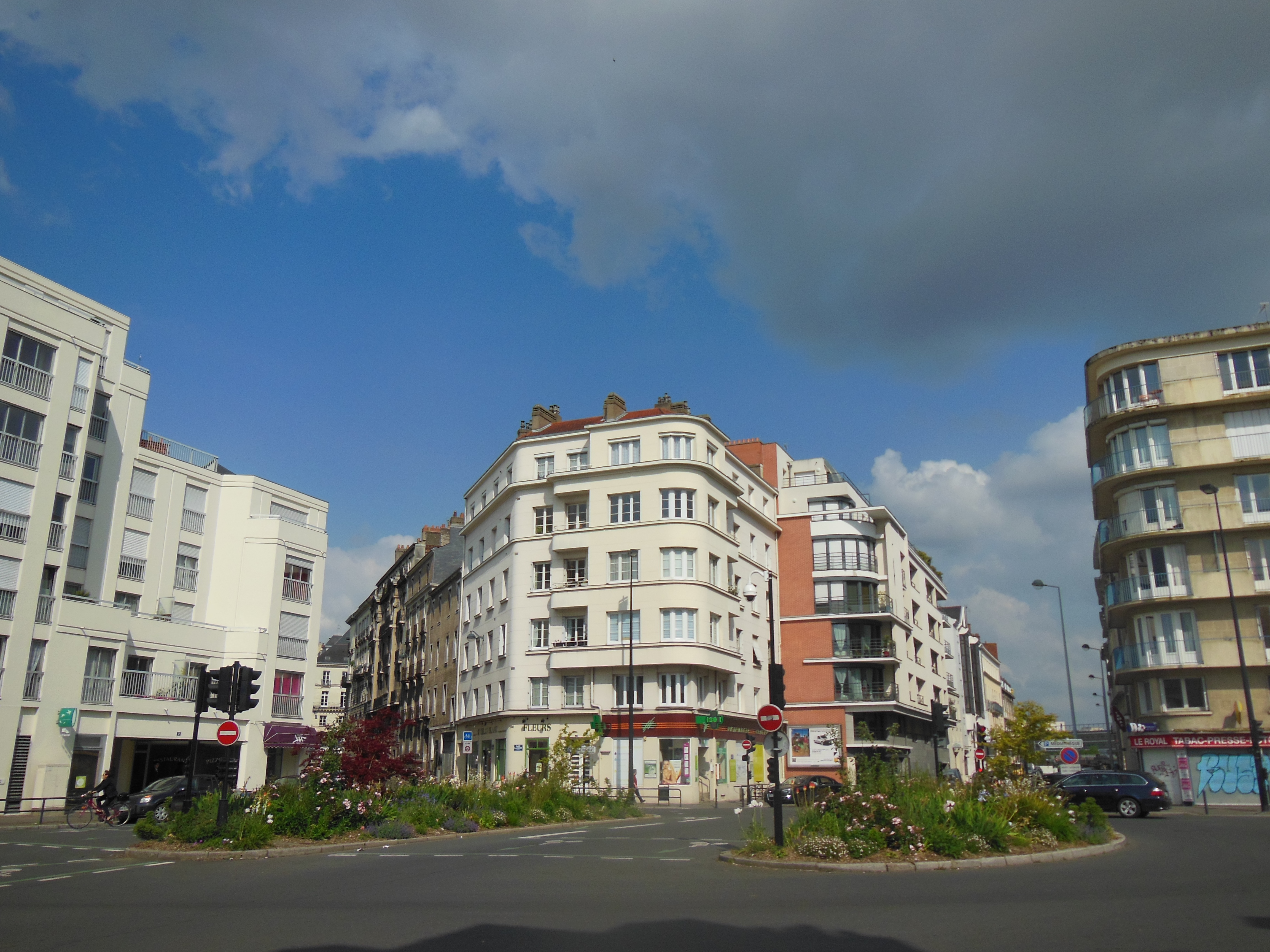
Immeuble place René-Bouhier, à l'angle de la rue Dobrée et de la rue Charles-Brunellière.
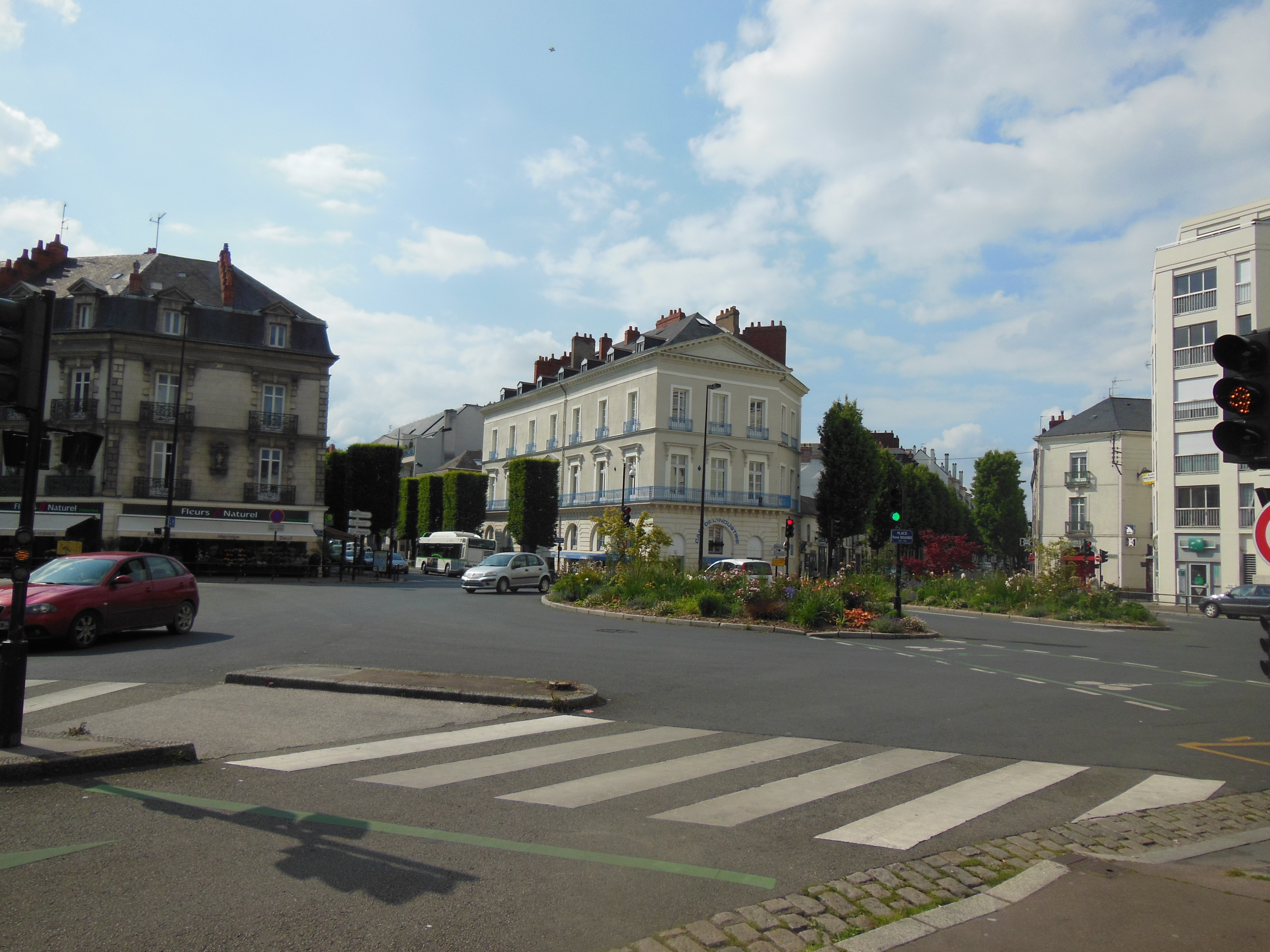
Place en direction du boulevard de Launay et de la rue Lamoricière.
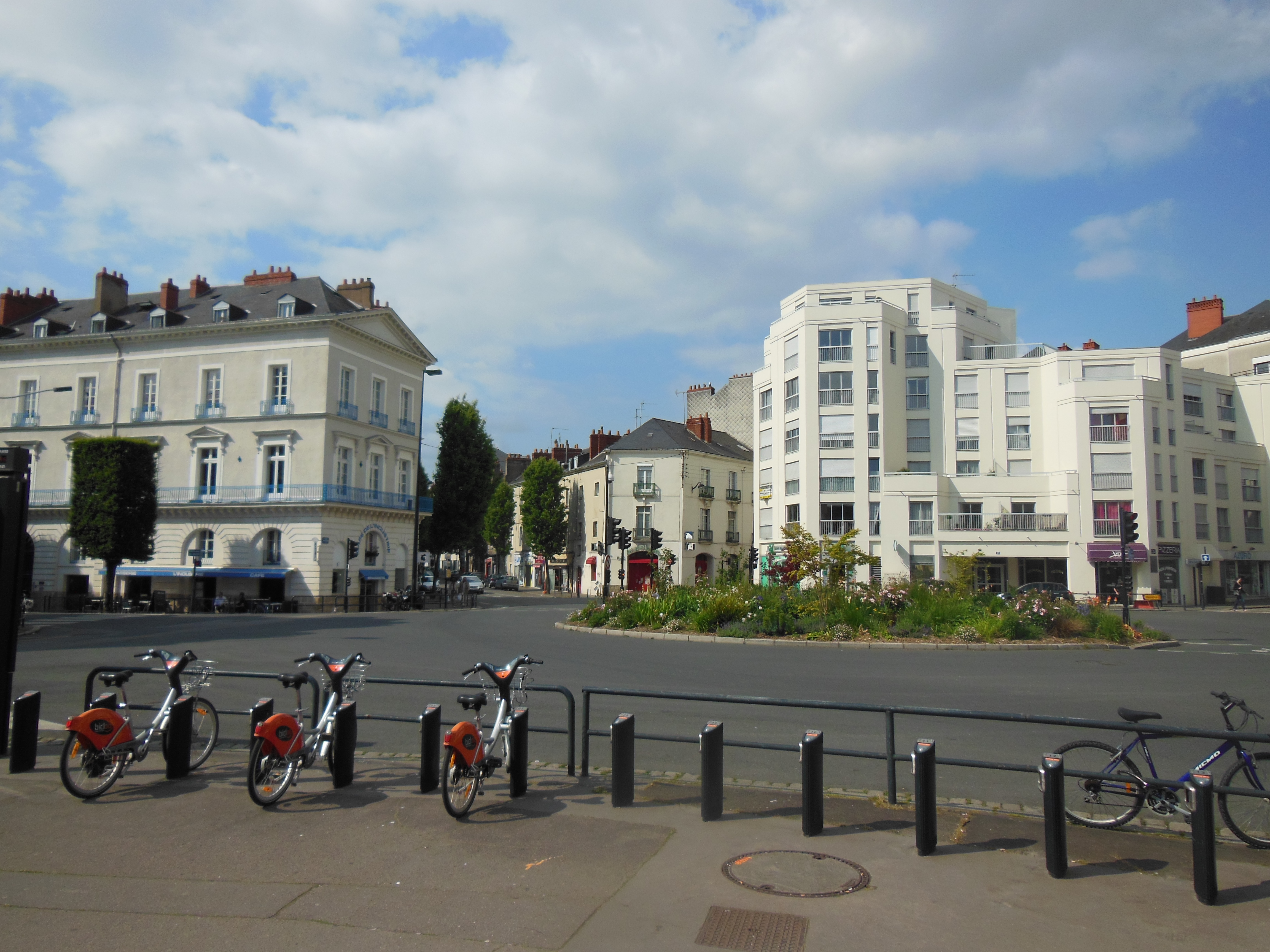
Station de Bicloo.
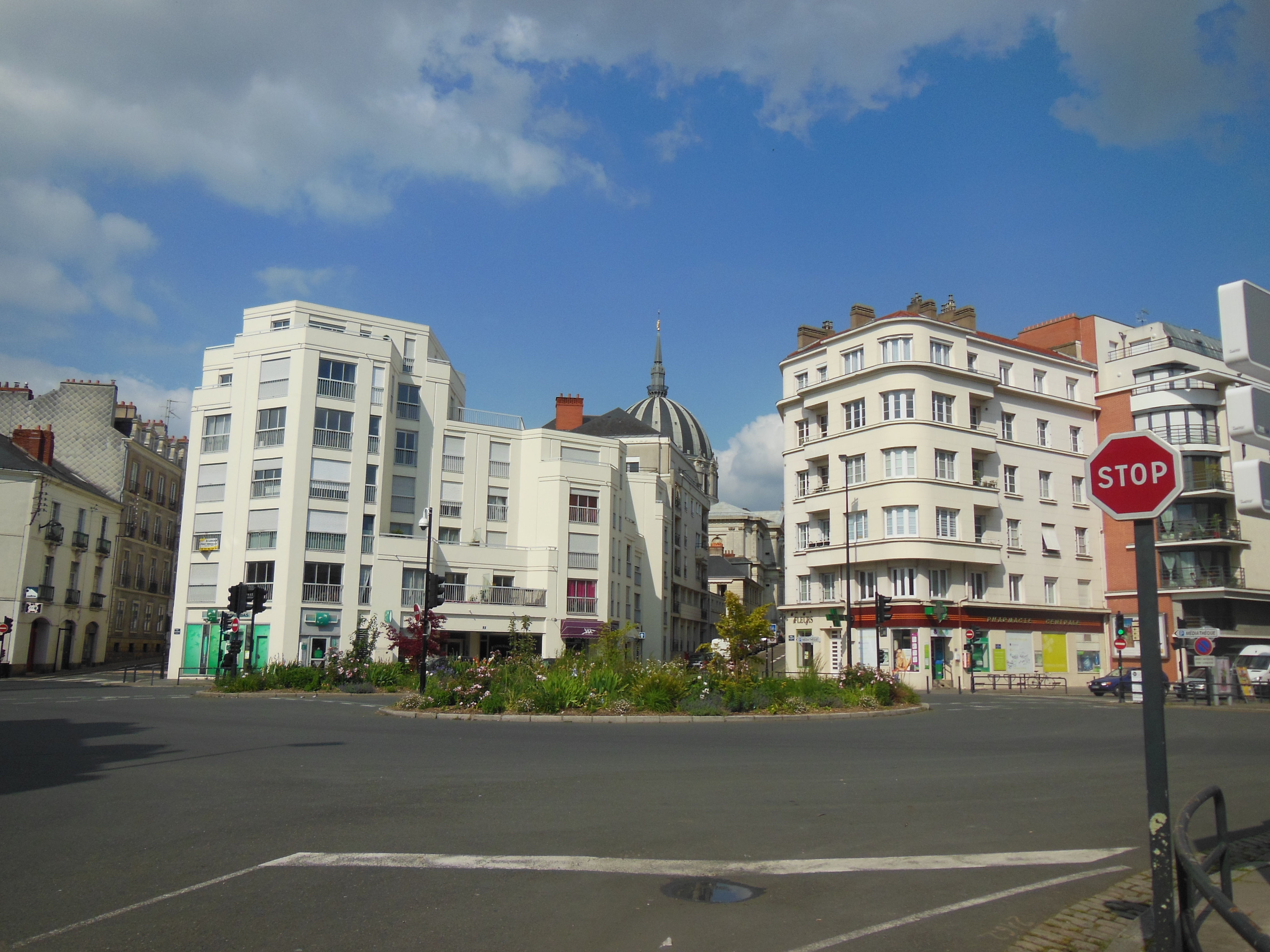
Place en direction des rues Dobrée et de Constantine, vers l'église Notre-Dame-de-Bon-Port.